# Antoni Lima
Antoni Lima Solà (Gavà, 22 de setembro de 1970), também conhecido por Toni Lima, é um ex-futebolista andorrano que atuava como zagueiro e que hoje é o Director do Futebol Internacional do Deportivo Alavés da Primera Divisão espanhola. Defendeu a seleção de Andorra por 12 anos.

## Carreira
Toni Lima iniciou a carreira profissional em 1988, jogando 3 vezes pelo Barcelona C. Na temporada 1990-91, defendeu o Real Madrid B em 8 jogos. Ele ainda chegou a ter uma curta passagem pelo Espanyol em 1991 (foram apenas 2 partidas) antes de assinar com outra agremiação da Catalunha, o L'Hospitalet, onde jogaria até 1992.
Em nível de clubes, o zagueiro destacou-se no Palamós, onde atuou em 156 jogos e fez 13 gols. Ele também jogou pelo time B em 2003-04. Vestiu também as camisas de Real Murcia, Poli Almería, União da Madeira, Gavà, Ionikos, Amurrio e Ibiza-Eivissa, último clube que defendeu, em paralelo com a função de diretor de futebol.

## Seleção nacional
Entre 1997 e 2009, Toni Lima defendeu a Seleção Andorrana em 64 partidas, com um gol. Em sua despedida oficial como jogador, contra a Inglaterra, vestiu a braçadeira de capitão, mas não evitou a goleada por 6 a 0, válida pelas eliminatórias europeias da Copa de 2010.
Anteriormente, fez um jogo pela seleção da Catalunha em 1995, num amistoso contra o Barcelona.
Seu irmão mais novo, o também zagueiro Ildefons Lima, permanece em atividade na Seleção Andorrana e também em nível de clubes.